# 伊達治一郎
伊達 治一郎（だて じいちろう、1952年1月6日 - 2018年2月20日）は、日本のレスリング選手。大分県佐伯市出身。1976年モントリオールオリンピックレスリング男子74kg級金メダリスト。

## 略歴
- 大分・佐伯農業高校～国士舘大学～国士舘大学教員
- 1972年ミュンヘンオリンピックグレコローマン74kg級3回戦敗退。その後フリースタイルに専念。
- 1976年モントリオールオリンピックフリースタイル74kg級金メダル[1]。7試合中6試合にフォール勝ちする強さだった。
- 1980年モスクワオリンピック幻の代表。
- 引退後は五輪代表のコーチを務めた。
- 元横綱・武蔵丸が高校生だった時にハワイでレスリングを指導。角界入りの橋渡しをした。
- 2018年2月20日、東京都調布市内の自宅マンションから転落し、死去[2][3]。66歳没。

## 記念碑
統合により母校を引き継ぐ大分県立佐伯豊南高等学校の正門横庭園には伊達治一郎の記念碑が宗兄弟の記念碑「栄光の軌跡」とともに設置されている。